# Constança, Duquesa da Bretanha
Constança da Bretanha (em francês: Constance; 1161 – Nantes, 5 de setembro de 1201) foi Duquesa da Bretanha entre 1166 e 1201 e Condessa de Richmond entre 1171 e 1201. Constança era a única descendente de Conan IV, Duque da Bretanha e Conde de Richmond e da sua mulher a princesa Margarida da Escócia, Condessa de Hereford.

## Biografia
Em 1181, Constança casou com Godofredo Plantageneta, o quarto filho de Henrique II de Inglaterra e Leonor da Aquitânia. Da união nasceram três filhos: Leonor da Bretanha (1182/1184-1241), Matilde da Bretanha (1185-1189) e Artur. Godofredo assumiu o título de Duque da Bretanha e tomou o controlo do ducado desde então. Godofredo morreu em 1186 durante um torneio realizado em Paris, permitindo a Constança tomar posse da sua herança. Em 1196, é obrigada pelos seus nobres a abdicar para o filho Artur.
Constança casou mais duas vezes: em 1188 com Ranulfo de Blundeville, 6.° conde de Chester, e em 1199 com Guido de Thouars. De Guido, Constança teve uma filha que se tornou na herdeira da Bretanha após a morte de Artur e que casou com Pedro de Dreux, o primeiro duque bretão da casa de Dreux.

## Descendência
De Godofredo Plantageneta teve:
- Leonor da Bretanha (1184 - 1241), também conhecida como Donzela da Bretanha, com a morte de seu irmão ela se tornou a herdeira da Bretanha e uma potencial herdeira do trono inglês, o que levou o rei João de Inglaterra a mantê-la presa em diversos castelos durante a maior parte de sua vida.
- Matilde da Bretanha (1185 - antes de maio de 1189)
- Artur I, Duque da Bretanha (1187 - 1203), era o filho póstumo de Godofredo. Ricardo I de Inglaterra o declarou seu herdeiro já que ele não tinha filhos, mas após a morte do rei, seu irmão João de Inglaterra tomou o trono, e capturou o jovem que foi mantido prisioneiro no Castelo de Rouen até seu desaparecimento, tendo havido rumores de que o próprio João o matou.

De Guido de Thouars teve:
- Alice (1200 - 1221), futura duquesa;
- Catarina (1201 - 1237/1240), senhora de Aubigné, casada com André III de Vitré.
- Margarita (1201 - 1216/20), casada com Godofredo I Visconde de Rohan.[1]